# Vivir para contarla
Vivir para contarla, är den första volymen i den colombianske författaren Gabriel García Márquezs självbiografi. Boken gavs ut på spanska 2002 och en engelsk översättning (med översättning av Edith Grossman) kom ut året därpå. I boken beskrivs García Márquez liv från 1927 till 1950. Han berättar om sin skolgång, familj och tidiga karriär som journalist och novellförfattare. 